# Avenida Desembargador André da Rocha
La Avenida Desembargador André da Rocha es una avenida de la ciudad de Porto Alegre, Brasil. Se extiende a lo largo de tres cuadras entre la avenida João Pessoa y la rúa General Lima e Silva en pleno centro histórico de la ciudad. 
Se originó en la extensión del primitivo Beco do Oitavo que se abrió hacia 1828 cuando se construyó en la zona el cuartel del Octavo Batallón de Infantería en la zona que hoy ocupa la plaza Raul Pilla. En 1879 recibió el nombre de "Rúa Tres de Novembro". La cercanía del cuartel y las malas condiciones sanitarias hicieron que, a inicios del siglo XX, esta zona estaba degradada siendo un foco de prostitución y tugurización. En 1938, el alcalde José Loureiro da Silva desalojó los inmuebles hacinados y abrió una avenida de dos vías que mantuvo el nombre de Tres de Novembro. En 1952, se cambió el nombre a la avenida en honor del juez Manoel André da Rocha.